# عالم بيئة

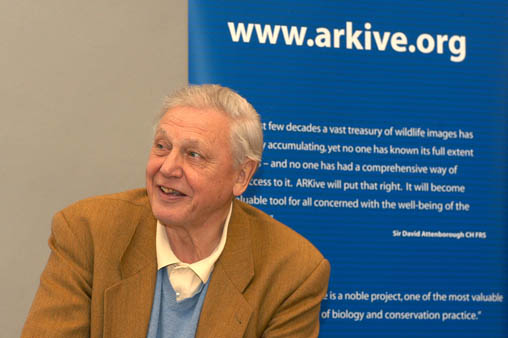
ديفيد أتينبارا ؛ عالم بيئة بريطاني

عالم البيئة (بالإنجليزية: environmentalist)‏ هو الشخص الذي يدرس العلاقة بين الكائنات الحية في النظام البيئي؛ ويقوم أيضا بدراسة البيئات المختلفة على وجه الأرض ويدرس التفاعلات والعلاقات بين الكائنات الحية وغير حية ويدرس الاحتياجات الأساسية للكائنات بأشكالها المختلفة ويتعرف على طرق العيش للكائنات الحية وامكانية تكيفها مع البيئات المختلفة ويدرس الأدوار البيئية للكائنات الحية ومتابعة سلاسل غذائية باختلافاتها ويتعرف على طرق التكاثر المختلفة للكائنات الحية التي تعيش في بيئة ما.